# Latrodectus elegans
Latrodectus elegans is een spin uit de familie der kogelspinnen, die afkomstig is uit de China, Japan en Myanmar. Het gif van deze spin is erg krachtig.
Een vrouwelijke L. elegans bezit een rood-zwart cephalothorax. Ook het abdomen is zwart met rode vlekken in de vorm van een palmboom. Bij de mannetjes is er meer variatie in kleuren. het abdomen is zwart, wit en rood-oranje. Het voorste paar poten is erg lang.